# Dlusskyus groehni
Dlusskyus groehni (лат.) — ископаемый вид муравьёв (Formicidae), единственный в составе рода Dlusskyus из подсемейства Dolichoderinae (балтийский янтарь, эоцен, возраст находки 37,8—33,9 млн лет). Родовое название дано в честь мирмеколога и палеонтолога Геннадия Михайловича Длусского (1937—2014).

## Описание
От всех современных и вымерших родов Dolichoderinae он отличается следующим сочетанием признаков: усики 13-члениковые, скапус усика короче второго сегмента жгутика, который является самым длинным; формула щупиков 6, 4; наличник не вставлен между лобными килями, лобный треугольник хорошо очерчен и отделён от наличника швом; наличник с продольным срединным килем, его передний край очень слабо выпуклый, без медиальной выемки; мандибулы в сомкнутом состоянии перекрещиваются, жевательный край длинный, с двумя мельчайшими острыми вершинными и преапикальными зубцами и рядом мельчайших острых зубцов, зубчатый; щитик без нотаулей; петиоль узловидный, с коротким стебельком; мезо- и метатибии с крупной простой шпорой; претарзальные коготки без преапикального зубца; задний край пигидия со срединным зубцом; субгенитальная пластинка с очень неглубокой срединной выемкой; пигостиль присутствует; передние крылья с закрытыми ячейками 1r+2r, 3r, rm и mcu; югальная лопасть отсутствует.
Вид был впервые описан в 2023 году украинским мирмекологом Александром Радченко по типовым материалам из балтийского янтаря.